# Gockówko
Gockówko – osada w Polsce położona w województwie pomorskim, w powiecie człuchowskim, w gminie Rzeczenica.
W latach 1975–1998 miejscowość administracyjnie należała do województwa słupskiego.